# Рибалко Павло Семенович
Риба́лко Павло́ Семе́нович (23 жовтня (4 листопада) 1894, Малий Вистороп, Лебединський повіт, Харківська губернія — 28 серпня 1948, Москва) — радянський військовий діяч, маршал танкових військ (1945); у Другій світовій війні командувач танкового корпусу і армії, з 1947 — командувач танковими та механізованими арміями. Двічі Герой Радянського Союзу (1943, 1945).

## Життєпис
Учасник Першої світової війни.

Анотаційна дошка у Харкові

З 1919 в Червоній армії, починав службу в українському Червоно-Козачому корпусі Віталія Примакова (Українській Радянській армії 1920х), який згодом було переформовано і включено до структур загальносоюзної Червоної армії, закінчив Військову академію імені Фрунзе (1934).
Під час становлення радянської влади 1917—1921 брав участь у боях проти УНР та військ Німеччини, в районі м. Охтирка, нині Сумська обл., потрапив до німецького полону, був звільнений після листопадової революції в Німеччині. Після чого на якийсь час повернувся на Батьківщину і працював в м. Лебедин.
В 1919 році вступив в РКП (б). З червня 1919 року командир роти Лебединського стрілецького полку, з вересня того ж року — командир цього полку. З травня 1920 року комісар 84-го кавалерійського полку 14-ї кавалерійської дивізії Першої кінної армії, потім 1-ї бригади 14-ї кавалерійської дивізії. Брав участь у розгромі військ Денікіна на Кубані під час Північно-Кавказької операції, в прориві польського фронту під Уманню, в боях із поляками на львівському напрямку і під Замостям, в боях із врангелівськими військами в Північній Таврії, в зачистці території України від військ Махно та інших отаманів. Був поранений в бою в 1919 році.
У 1937—1940 роках військовий аташе у Польщі та Китаї. Потім — на викладацькій роботі.
У Другій світовій війні — з 1942 року заступник командувача 5-ї танкової армії. З липня 1942 року — командувач 5, 3 та 3 гвардійської ТА. Після закінчення війни — перший заступник командувача, а з квітня 1947 — командувач бронетанковими та механізованими військами Радянської армії.
Єдиний син, лейтенант Віль (Вілен) Павлович Рибалко, загинув в бою (згорів в танку) на Південно-Західному фронті влітку 1942 року.
Депутат Верховної ради СРСР 2-го скликання.

## Нагороди
- Двічі Герой Радянського Союзу (2 «Золоті Зірки» та два ордени Леніна)
- Орден Червоного Прапора
- Три ордени Суворова I ступеня
- Орден Кутузова
- Орден Богдана Хмельницького

## Пам'ятники
- У Москві на Новодівочому кладовищі.
- Бюст у с. Малий Вистороп — на малій батьківщині Рибалка.
- Бюст у Празькому пантеоні